# Bernard Van Rysselberghe
Bernard Van Rysselberghe (né le 5 octobre 1905 à Laarne et mort le 25 septembre 1984 à Damme) est un coureur cycliste belge. Professionnel de 1929 à 1935, il a notamment remporté une étape du Tour de France 1929 et Bordeaux-Paris en 1931.

## Palmarès
- 1929
  - GP de la Meuse
  - 18e étape du Tour de France

- 1931
  - Bordeaux-Paris

- 1933
  - 3e étape de Paris-Nice
  - 2e de Bordeaux-Paris

- 1934
  - 3e de Paris-Bourganeuf

- 1935
  - 2e de Paris-Vichy

## Résultats sur le Tour de France
- 1929 : 14e, vainqueur d'étape
- 1931 : abandon (12e étape)